# Mordellistena tetraspilota
Mordellistena tetraspilota är en skalbaggsart som beskrevs av Burne 1989. Mordellistena tetraspilota ingår i släktet Mordellistena och familjen tornbaggar. Inga underarter finns listade i Catalogue of Life.